# Stazione di Trappa
La stazione di Trappa  è una fermata ferroviaria senza traffico posta sulla ferrovia Ceva-Ormea al servizio dell'omonima località, la quale è frazione del comune di Garessio.

## Storia
Trappa venne raggiunta dalla ferrovia nel 1891 e la stazione venne inaugurata in concomitanza all'attivazione del tronco Garessio-Trappa il 15 aprile dello stesso anno.
Fu capolinea provvisorio fino al 15 febbraio 1893, data in cui venne attivato il tratto successivo (fino a Ormea) della linea.
Nel 1988 l'impianto venne declassato a fermata insieme alle altre stazioni di Nucetto e Priola e vennero rimossi i binari di incrocio e dello scalo merci..
Dal 2001 la gestione dell'intera linea, e con essa quella della stazione di Trappa, passò in carico a Rete Ferroviaria Italiana la quale ai fini commerciali classifica l'impianto nella categoria "Bronze".
Al 2002 la fermata risultava impresenziata insieme a tutti gli altri impianti sulla linea ad esclusione della stazione di Ceva.
Il servizio passeggeri sulla linea venne sospeso il 17 giugno 2012; pertanto anche la fermata non risulta più essere servita da alcun traffico.

## Strutture e impianti
La fermata dispone di un fabbricato viaggiatori e di un binario, l'unico passante della linea, servito da una banchina.
Con l'impresenziamento dell'impianto il fabbricato viaggiatori venne chiuso e convertito ad abitazione privata. Per ovviare alla mancanza di un riparo in caso di maltempo venne aggiunta una pensilina in metallo dotata di due obliteratrici e di pannelli informativi per i viaggiatori.
Vi è anche uno scalo merci composto da un piano caricatore, da un magazzino, da un ampio piazzale interno e da un binario tronco di accesso. In origine tale binario era affiancato da un altro binario al servizio della banchina di carico e scarico che si addentrava nel piazzale interno.

## Movimento
La fermata, durante gli ultimi anni di servizio, era servita solamente da regionali effettuati da Trenitalia nell'ambito del contratto di servizio stipulato con la Regione Piemonte.